# Dokumentskader
Dokumentskader (en. foxing) er forskellige typer skader på dokumenter − papir, bøger, frimærker, certifikater, arkivalier, kort, fotografier, illustrationer m.m. − der kan opstå af forskellige grunde: brand, oversvømmelser, skadedyr, svampe, særlige blæktyper, syreholdigt papir og almindelig slitage.
UNESCO oprettede 1997 et program til bevarelse, digitalisering og formidling af dokumentarmaterialer, Memory of the World Register
- Blækskader
- Fremskreden blækskade på et håndskrift
- Nodeblad med blækskade

- Frimærker
- Frimærke uden skader
- Samme frimærke, Nova Scotia, 1860